# 孔氏棘穗軟珊瑚
孔氏棘穗軟珊瑚（学名：Dendronephthya klunzingeri）为穗珊瑚科棘穗軟珊瑚屬下的一个种。